# Самуил Маршак
Самуил Яковлевич Маршак (на руски: Самуи́л Я́ковлевич Марша́к, 1887 – 1964), е руски и съветски поет, драматург, преводач и литературен критик.

## Биография
Роден е в еврейско семейство в гр. Воронеж на 22 октомври 1887 г. Още в гимназията учителят по литература оценява високо поетическите му опити и го нарича вундеркинд. Отива да учи в Петербург, където е забелязан от писателя Максим Горки и по негова покана живее при него на вилата му в Ялта, Крим от 1904 до 1906 г.
През 1911 г. прави дълго пътуване из Близкия изток, където се запознава със София Михайловна Милвидска (1889 – 1953), с която се женят след завръщането си. Заминават за Лондон (1912), където учи в политехникум и в Лондонския университет. Завръщат се в Русия през 1914 г., като живеят в провинцията, във Финландия (1915). През 1920 г. в Екатеринодар създава детски театър и пише пиеси за него.
от 1922 г. е в Петроград, където ръководи студио за подготовка на млади писатели в Института за предучилищно образование, организира детското списание „Воробей“ (Врабец), ръководи местната редакция на „Детгиз“, а после издателствата „Ленгосиздат“ и „Млада гвардия“. От 1934 г. е член на Управителния съвет на Съюза на писателите на СССР.
През 1937 г. създаденото от него детско издателство в Ленинград е закрито, негови сътрудници са репресирани и той се преселва в Москва. От 1939 г. до 1947 г. е депутат в Московския градски съвет. Умира в Москва на 4 юли 1964 г.

## Творчество
Богато е творчеството му за деца – приказки, стихове, театрални пиеси. Освен това през целия си творчески период от над 50 г. Маршак продължава да пише стихотворни фейлетони и сериозна, „възрастна“ лирика. Издава сборник „Избранная лирика“ през 1962 г., автор е и на цикъла „Лирические эпиграммы“.
Превежда Уилям Шекспир, Робърт Бърнс, Уилям Блейк, Уилям Уърдсуърт, Джон Кийтс, Ръдиард Киплинг, Едуард Лир, Алън Милн, Джейн Остин, както и произведения на украински, беларуски, литовски, арменски и други поети. Превеждал е също стихове на Мао Цзедун.

### Произведения
- „В начале жизни“ (1960) – автобиографична повест
- „Воспитание словом“ (1961) – сборник с литературоведски статии
- „Избранная лирика“ (1962) – стихосбирка
- „Плува, плува корабче“ – преразказ на английски детски песнички

### На български
- Приказки. Песни. Гатанки. София: Народна култура, 1955, 403 с.
- Плува, плува корабче. София: Народна култура, 1959, 38 с.
- Домът на котана. София: Народна култура, 1965, 48 с.
- Приказки в стихове. Превод Христо Радевски. София: Народна култура, 1967, 100 с.

## Издателска дейност
Създава издателство за детска литература в Ленинград (днес Санкт Петербург).

## Отличия
За активната му дейност в областта на културата е награден с:
- 5 държавни награди – Ленинска премия (1963) и 4 Сталински премии (1942, 1946, 1949, 1951),
- 2 ордена „Ленин“ (1939, 1957), „Орден на Отечествената война“ (1945), орден „Червено знаме на труда“ (1947).

За преводите му на Бърнс е удостоен със званието „почетен гражданин на Шотландия“.